# Matteo Monteiro
Matteo Alcidio Louis Monteiro Furtado Tresse (ur. 2004) – kabowerdeński zapaśnik walczący w stylu wolnym. Zajął 46. miejsce na mistrzostwach świata w 2023 roku.
Brązowy medalista mistrzostw Afryki w 2024 i 2025 roku. Mistrz Afryki juniorów w 2023 i 2024 roku.